# Yamaha DX9
Yamaha DX9 je digitální syntezátor odvozený od modelu  DX7. Pro tvorbu zvuku využívá FM syntézu a má až 16hlasou polyfonii. Na rozdíl od modelu DX7 je však výsledný zvuk tvořen jen pomocí čtyř FM operátorů oproti šesti u DX7. Je technicky nejslabším modelem ze syntezátorové řady DX a nabízí paměť na uložení pouze 20 zvukových předvoleb.

## Typické zvuky
Yamaha DX9 má 20 předprogramovaných zvukových předvoleb, mezi nimiž jsou zvuky dechových a smyčcových nástrojů, klavírů, varhan a také syntezátorové zvuky.

## Ukládání zvuků
Data pro uživatelem vytvořené zvukové předvolby lze pro pozdější načtení uložit a následně vyvolat z magnetofonové kazety.